# Naasa Hablood

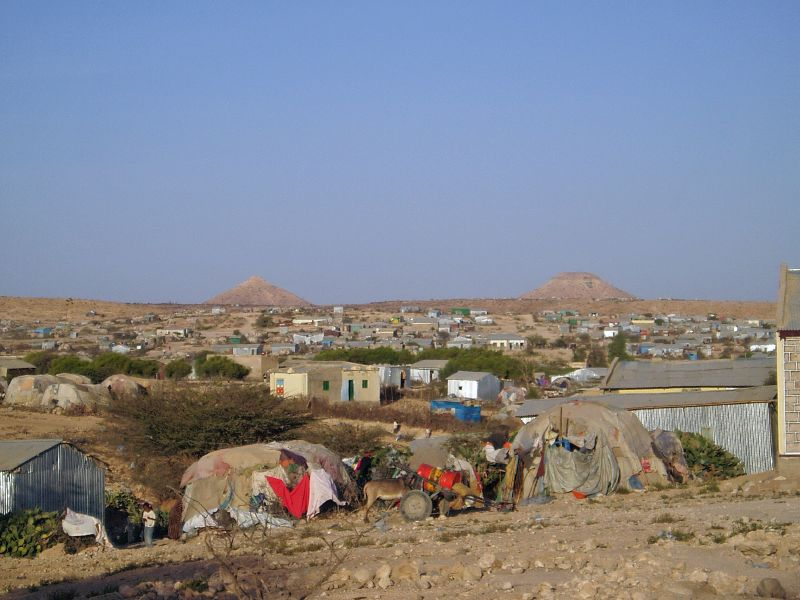
Ansicht von Hargeysa auf die Naasa-Hablood-Hügel

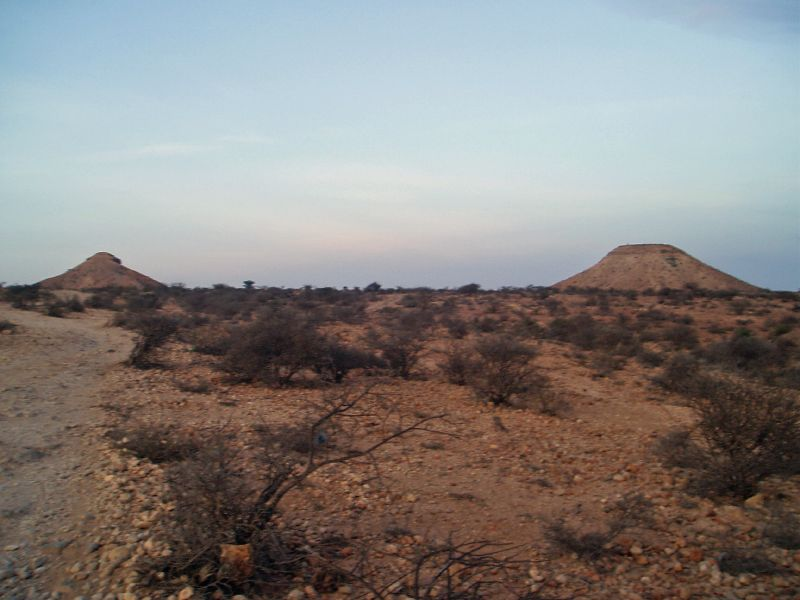
Die Naasa-Hablood-Hügel

Die Naasa-Hablood-Hügel (Somali für „Mädchenbrüste“) sind zwei nebeneinander gelegene Hügel nordöstlich von Hargeysa im Norden Somalias bzw. im international nicht anerkannten Somaliland.
Die Hügel gelten als Wahrzeichen Hargeysas und sind u. a. auf Banknoten des Somaliland-Schillings abgebildet.
Koordinaten: 9° 36′ N, 44° 7′ O